# Neagolius montanus
Neagolius montanus är en skalbaggsart som beskrevs av Wilhelm Ferdinand Erichson 1848. Neagolius montanus ingår i släktet Neagolius och familjen Aphodiidae. Inga underarter finns listade i Catalogue of Life.